# 沙羅曼蛇 (OVA)
《沙羅曼蛇》（沙羅曼蛇），是改編自日本遊戲公司柯拿米所發行之橫向捲軸射擊遊戲《沙羅曼蛇》的OVA作品，由Studio Pierrot所製作，為《沙羅曼蛇三部曲》的首部曲，不過發行日期較《沙羅曼蛇二部曲》晚。於1988年11月30日發行錄影帶，1989年3月21日發行影碟，臺灣的霹靂衛星電視台、衛視電影台以及香港的無綫電視翡翠台都曾經播出。

## 劇情概要
Gradius星的馬克貝因主席所搭乘的太空船被不名的宇宙氣團吸入後，便失去了連絡與行蹤。Gradius軍派遣丹恩、史蒂芬妮（麥克貝因主席的女兒）、艾迪三名駕駛前去失蹤地點調查。雖然沒有發現失蹤的太空船，但卻發現了一個逃生艇上的搭乘員帕歐拉。
帕歐拉表示，她原本所居住的星球被一個不明生命體「Bacterion」所毀滅，而她是該星球上的唯一生還者。她希望可以及時警告Gradius星球上的人們關於Bacterion的威脅。但是除了同樣是過去逃難至Gradius的艾迪之外，幾乎沒有人相信她所說的話。
過不了多久，Bacterion果然開始向Gradius星接近了。Gradius星高層派遣丹恩、史蒂芬妮、艾迪三人前去偵查Bacterion軍團。在偵查的時候史蒂芬妮覺得自己似乎聽到了有人在呼喚她。而艾迪覺得事有蹊蹺，因此便獨自駕駛戰機前去深入調查並攻擊敵機，結果發現Bacterion軍的戰機似乎由某種核心控制著全軍的行動。但是艾迪卻也因此而構成了違反命令，而遭降級。
過了一陣子之後，Bacterion軍團開始進攻Gradius星。在戰鬥的時候，史蒂芬妮再次聽見了父親在呼喚她，因此隨著聲音的引導而來到了敵軍母艦之內。丹恩也跟在史蒂芬妮的後方，一起來到了艦內。結果兩人發現，馬克貝因主席已經被改造成了Bacterion軍團的中樞控制機關「電子腦」（Cyber Brain）。馬克貝因要求女兒將他破壞，如此才能阻止Bacterion軍團的進攻，但是史蒂芬妮遲遲無法下手。
同時在Gradius星上，帕歐拉告訴被降級的艾迪，Bacterion軍團中樞控制機關的所在位置就在Gradius上。因此艾迪駕駛戰機，帶著帕歐拉前去尋找Bacterion軍團中樞控制機關所在的確切位置。
接著兩人來到了一片沙漠，看到了沙漠中矗立著Gradius星的一個古代遺跡「摩艾石像」。帕歐拉告訴艾迪，那個摩艾石像便是Bacterion軍團的中樞控制機關。但是艾迪有點懷疑，覺得那只是普通的遺跡。帕歐拉走向了摩艾石像，結果石像開始活動，並攻擊了帕歐拉。因此艾迪便駕駛著戰機破壞了摩艾石像。結果帕歐拉便開始笑。原來那個摩艾石像是過去Gradius星球上的居民為了阻止Bacterion軍團的侵襲而所設立的機關，而帕歐拉則是Bacterion軍團的尖兵，利用了艾迪身為星際難民的同情心來破壞摩艾石像。接著帕歐拉現出了神龍的原貌，離開了Gradius星。
由於用以抑制Bacterion軍團侵略的摩艾石像遭到破壞的關係，因此馬克貝因無法再維持自己的意志，而完全成為了Bacterion軍團的電子腦，並開始攻擊史蒂芬妮與丹恩。最後史蒂芬妮與丹恩被迫破駕駛著戰機，破壞電子腦。在電子腦被破壞之後，由於失去了控制中樞，因此Bacterion軍團瞬間失去了戰鬥力而崩解，讓Gradius軍獲得了最後的勝利。

## 各話列表
| 卷數 | 標題     | VHS發售日      | LD發售日      |
| ---- | -------- | -------------- | ------------- |
| 1    | 沙羅曼蛇 | 1988年2月25日  | 1989年1月21日 |
| 2    |          | 1988年11月30日 | 1989年3月21日 |
| 3    |          | 1989年2月21日  | 1989年6月7日  |

## 製作團隊
- 導演: 鳥海永行
- 人物設定: 美樹本晴彥
- 機械設定: 森木靖泰
- 作畫監督: 岡田敏靖
- 劇本: 久島一仁
- 演出: 玉野陽美
- 配樂: 梅垣達志
- 動畫製作: Studio Pierrot

## 主要出演聲優
- 丹恩 - 辻谷耕史
- 史蒂芬妮 - 日高範子
- 艾迪 - 井上和彥
- 帕歐拉 - 島本須美
- 馬克貝因主席 - 筈見純
- 史達巴克代理主席 - 村山明
- 電子腦 - 飯塚昭三
- 司令官 - 神山卓三
- 二又一成
- 子安武人
- 幹本雄之
- 中村大樹
- 石野龍三
- 澤井幸子

## 註記
- 本作品中的部分配樂改編自宇宙巡航艦的背景音樂如「Challenger 1985」(第一關的配樂)。
- 宇宙巡航艦的機體如超時空戰鬥機Vic Viper以及敵方主力戰艦Big Core(在動畫中改為航空母艦)都有於作品中登場。
- 遊戲中的最後關卡雖為要塞，但是本作品改成了遊戲封面上的綠色戰艦，同時也是登場於「宇宙巡航艦Ⅱ：高弗的野望」最後一關的敵軍母艦。
- 片尾的背景畫面改自於遊戲中的最後關卡之背景畫面。